# Masnjak
Masnjak (guizocija; lat. Guizotia), rod korisnog jednogodišnjeg raslinja iz porodice glavočika (podtribus Milleriinae), rasprostranjen po suptropskoj i tropskoj Africi
Na popisu je 7 vrsta, od toga samo jedna u Hrvatskoj, etiopijski masnjak, G. abyssinica. 

## Vrste
1. Guizotia abyssinica (L.f.) Cass.
2. Guizotia arborescens Friis
3. Guizotia jacksonii (S.Moore) Baagøe
4. Guizotia scabra (Vis.) Chiov.
5. Guizotia schimperi Sch.Bip.
6. Guizotia villosa Sch.Bip. ex A.Rich.
7. Guizotia zavattarii Lanza